# 165 Loreley
165 Loreley је астероид главног астероидног појаса са пречником од приближно 154,78 km.
Афел астероида је на удаљености од 3,393 астрономских јединица (АЈ) од Сунца, а перихел на 2,863 АЈ.
Ексцентрицитет орбите износи 0,084, инклинација (нагиб) орбите у односу на раван еклиптике 11,227 степени, а орбитални период износи 2021,013 дана (5,533 година).
Апсолутна магнитуда астероида је 7,65 а геометријски албедо 0,064.
Астероид је откривен 9. августа 1876. године.